# Pilea jeremiensis
Pilea jeremiensis är en nässelväxtart som beskrevs av Ignatz Urban och Ekman. Pilea jeremiensis ingår i släktet pileor, och familjen nässelväxter. Inga underarter finns listade i Catalogue of Life.